# Siège de Lille (1297)
Pour les articles homonymes, voir Siège de Lille.
Guerre de Flandre
Batailles
- Furnes (1297)
- Lille (1297)
- Bruges (1302)
- Courtrai (1302)
- Lille (1302)
- Arques (1303)
- Zierikzee (1304)
- Mons-en-Pévèle (1304)
- Lille (1304)

Le siège de Lille de 1297 est le premier d’une série de 3 attaques subies par la ville pendant la guerre de Flandre.

## Contexte
Le siège est l’aboutissement de l’hostilité entre Philippe le Bel, roi de France et Gui de Dampierre, comte de Flandre et des humiliations subies par celui-ci, la plus grave étant l’emprisonnement de sa fille Phillipine gardée en otage depuis 1294.
Ce conflit s’accompagnait d’une opposition entre les riches marchands qui fournissaient la laine et achetaient les draps et les maîtres-ouvriers qui subissaient les crises économiques. Les premiers, les majores, accaparaient l’administration des villes de Flandre, excluant les plébéiens, le commun.  
Lors d’un soulèvement du commun des villes de Flandre en 1280, le comte de Flandre avait soutenu ceux-ci. Les patriciens demandèrent l'appui du roi de France suzerain du comte de Flandre. Les échevins de Gand ayant fait appel devant le Parlement royal des décisions du comte, Philippe le Bel enleva à celui-ci la juridiction de la ville et plaça des officiers royaux à Douai et à Bruges pour maintenir les privilèges des bourgeois. Les patriciens devinrent partisans du Lys, les léliaerts opposés aux plébéiens partisans du Lion de Flandre, les liébaerts ou klauwaerts,.
C’est l’alliance signée par Gui de Dampierre avec le roi d’Angleterre Édouard Ier le 7 janvier 1297 qui décida Philippe le Bel à attaquer la Flandre.
Après la prise d’Orchies et de Seclin, les Français investirent Lille le 23 juin 1297,.

## Le siège
Le siège fut précédé par la destruction des faubourgs particulièrement celui de Saint-André avec le couvent des Dominicains.
La résistance dura neuf semaines. La ville était défendue par Robert de Namur, fils du Comte Gui de Dampierre, et par Le Roux de Fauquemont.
La famine, les dégâts causés par les engins de sièges, notamment un gros projectile tombé sur le toit du Palais de la Salle qui tua 2 chevaliers en présence de Robert de Namur, amenèrent les Lillois à négocier,.
Il fut convenu le 25 août 1297 que la ville se rendrait le 1er septembre en l’absence de secours. Une capitulation fut signée le 29 août. Robert de Namur sortit de la ville le 1er septembre et le roi de France y entra,.

## Conséquences

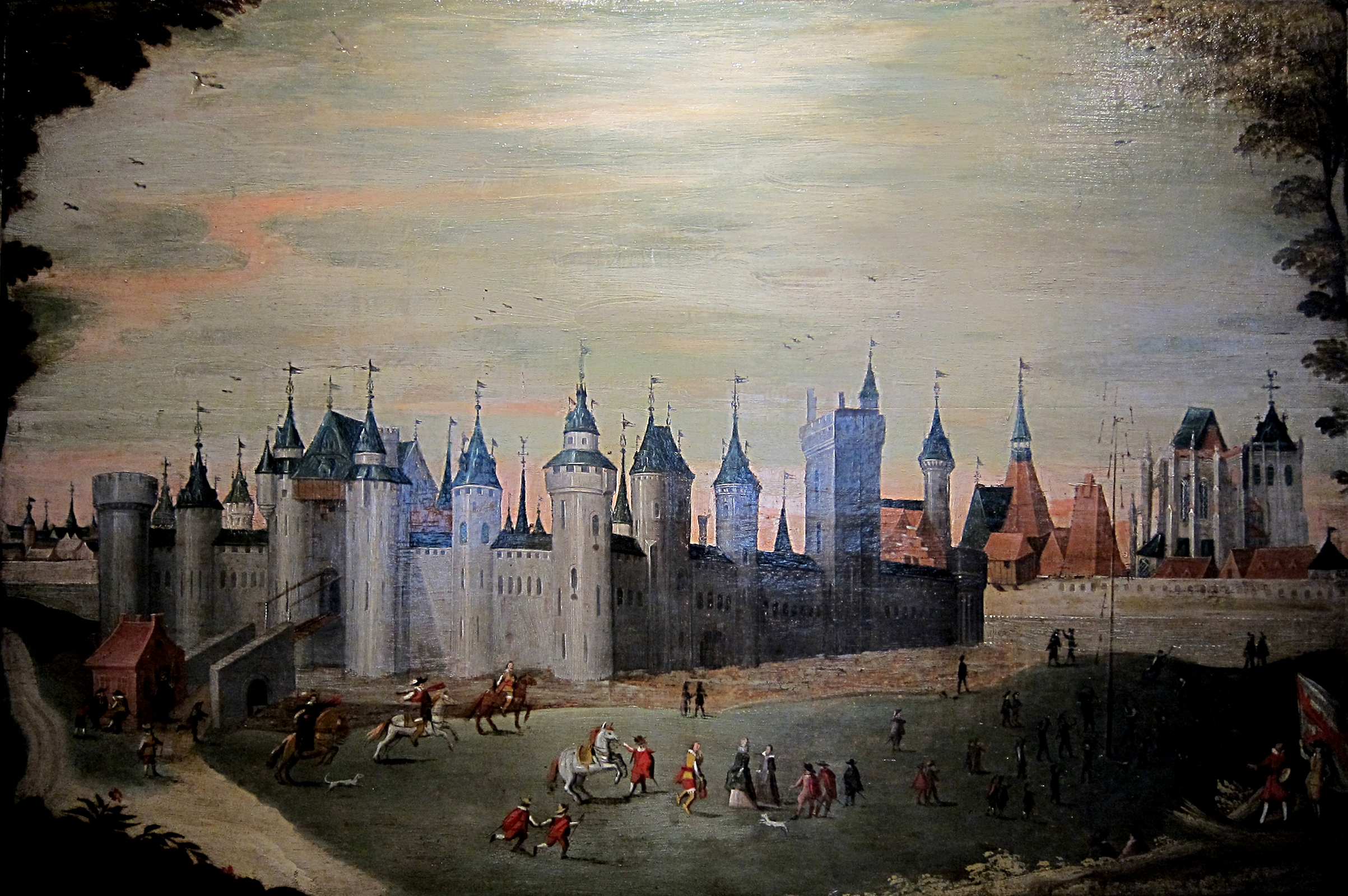
Château de Courtrai

La capitulation du 29 août confirme les franchises de la ville et les privilèges de l’échevinage.
La ville de Lille est réunie au royaume de France avec Courtrai, Bruges, Furnes, Bergues et leurs châtellenies.
Le roi confie ses conquêtes à Raoul de Nesle qui fit construire en 1299 une forteresse, le château de Courtrai, pour prévenir les révoltes,.
Le château de Courtrai était situé sur la rive droite du port de la Basse Deûle, autour de l’actuelle rue de Gand. 
Le nom de la rue des Tours est un souvenir de cette fortification qui fut détruite en 1577.